# Sukhoi Su-17
O Sukhoi Su-17 (Russo: Сухой Су-17) (OTAN: Fitter-B), denominação Su-20/Su-22 para exportação, é um avião russo de ataque ao solo. Foi o primeiro avião soviético com asas de geometria variável, sendo altamente exportado para países do Bloco do Leste, o qual continua em serviço até hoje. Foi exportado para países do Oriente Médio, América Latina e África com a denominação Su-20 e Su-22 referente a suas variantes. Foram produzidos ao todo 2 867 unidades entre 1969 e 1990, sendo 1 165 exportados a quinze países.

## Desenvolvimento

### Protótipo

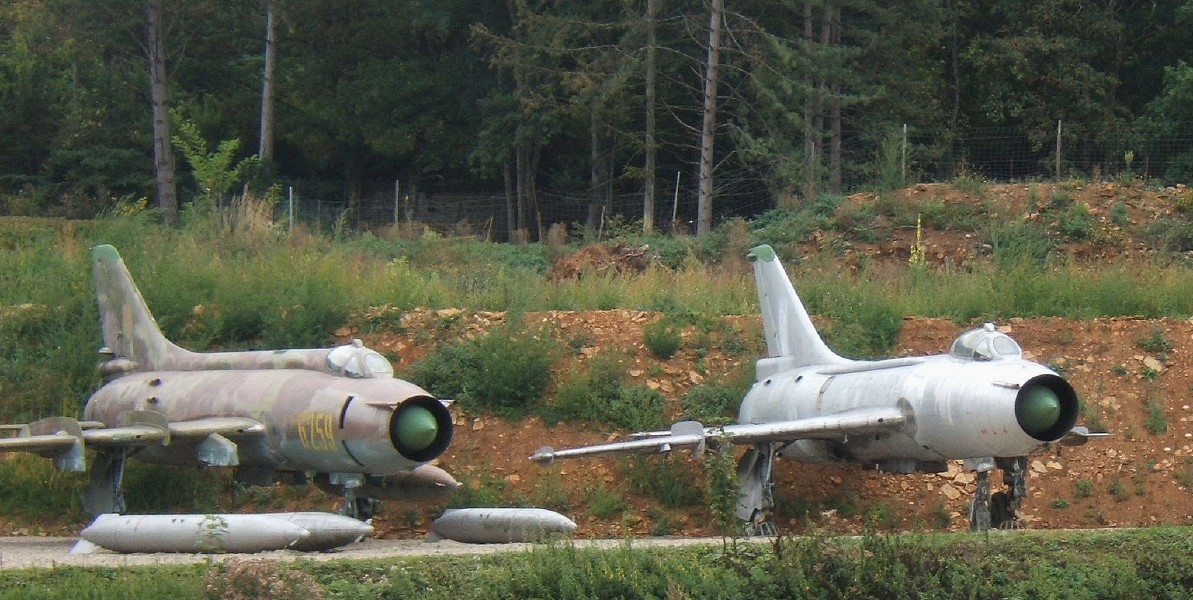
Su-17 a esquerda e Su-7 a direita

Devido a problemas nas características de decolagens e aterrissagens do Sukhoi Su-7B (STOL), a Sukhoi coloca em projeto um caça-bombardeiro com asas de geometria variável, tendo como elemento primo não modificar pesadamente o projeto do Su-7B. O desenvolvimento do protótipo denominado S-22I começou em 1963, possuindo como ponto central porções fixas das asas nas partes internas e moveis externamente, podendo mudar entre 30º e 63º, sendo posteriormente atualizada com um ângulo intermediário de 45º. Com a parte interna das asas fixas, possibilitou a melhoria no centro da massa e pressão frente ao sistema de decolagem e aterrissagem, além de uso em baixas velocidades (TOLC). Ao passar por extensos testes em túneis de vento, foram colocados três variáveis nas asas dianteiras, com uma aba de inclinação na traseira.

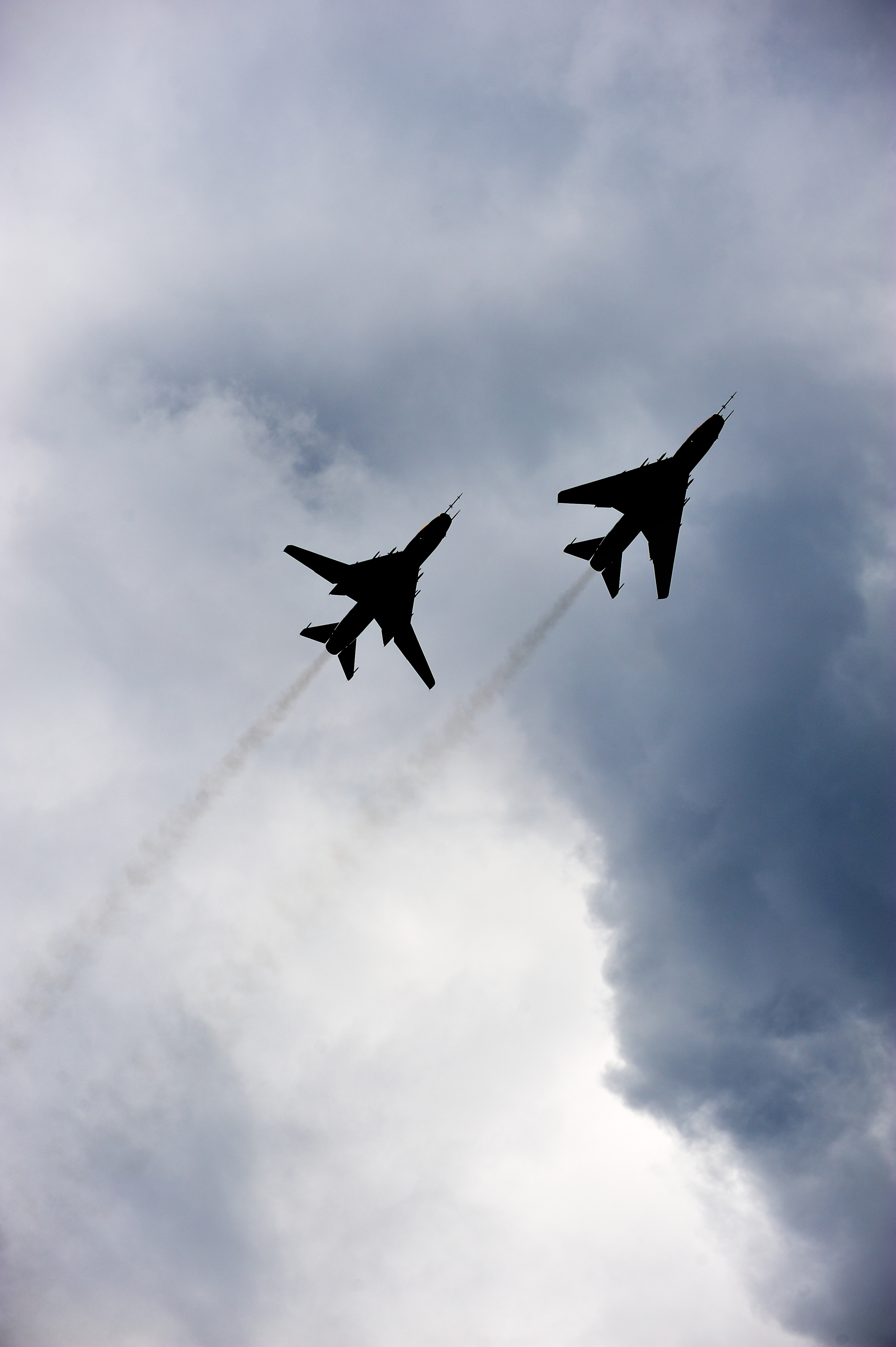
Dois Su-17 demonstrando ângulos de abertura das asas, caso de asas de geometria variável

No ano de 1965 o projeto conceitual passou ao protótipo físico, decorrendo por testes para funcionamento do sistema de asas. O S22l tornou-se o primeiro avião soviético com sistema de asas de geometria variável, sendo o projeto várias vezes melhorado pelos testes, para aprimoramento da segurança, STOL, velocidade de pouso em torno de 60 Km/h e APC. Com a aprovação do projeto, ocorre o início da produção em novembro de 1967, sobre o nome de Su-17 (designação S-32 pela fábrica).

## Design - Características

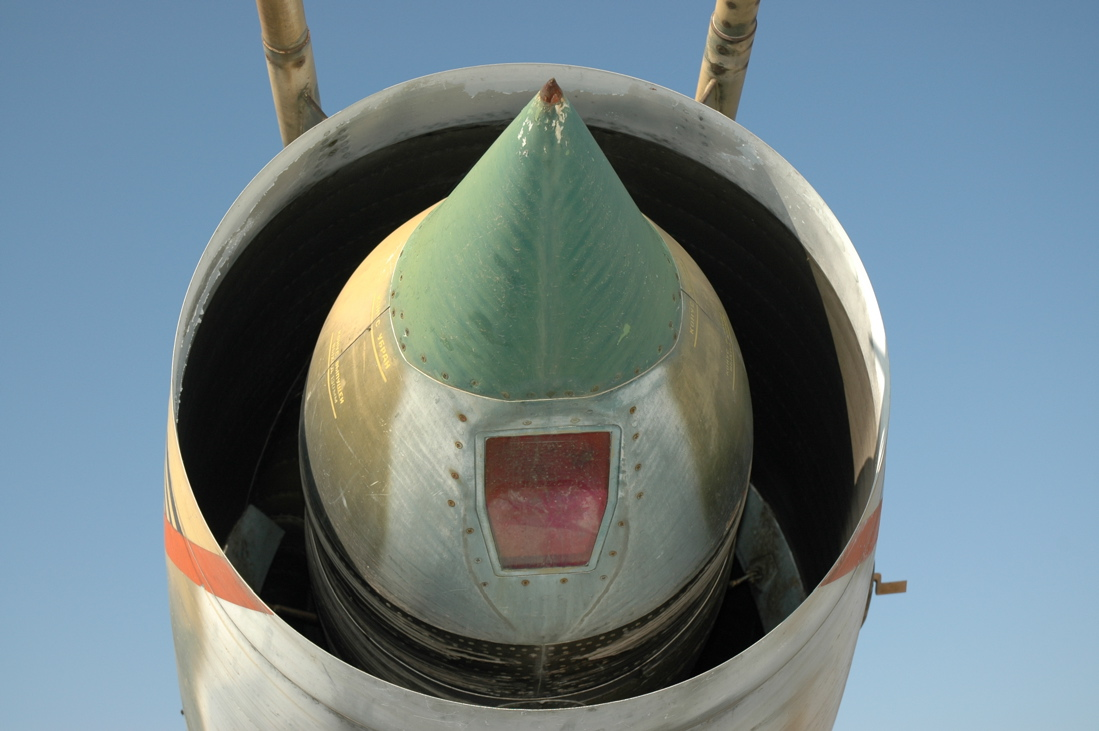
Medidor laser óptico montado sobre a entrada de ar do turbojato

O Su-17 possui asas de geometria variável, sendo o primeiro avião soviético com essa característica, o que seria constante no desenvolvimento de outras aeronaves, caso do Sukhoi Su-24, Tupolev Tu-22M e Tu-160. Quatro pilones aeronáuticos ficavam embaixo das asas, sendo dois em de cada seção de mudança da geometria das asas, juntamente com wing fence para melhor sustentabilidade e estabilidade. A geometria variável possibilitava velocidade final mais alta em comparação a asa tipo delta, porém sacrificava o pouso e manobrabilidade em voo, além de serem apenas três posições de possíveis de uso. A mudança de ângulo era feita manualmente pelo punho do piloto. Sobre a fuselagem central do avião existia 4 pilones aeronáuticos, tanto para armamentos quanto para tanques de combustível. Várias versões de motores estiveram presentes no Su-17, dependendo da versão apresentada, mas uma característica constante continuou sendo apenas um, com uma entrada Inlet para o turbojato, fazendo a fuselagem e estrutura ter forma de cilindro, similar ao MiG-21 e o antecessor Su-7B. Na frente há o tubo de Pitot, além do sistema de radar e uma nova canopy, com fuselagem dorsal para combustível e aviônicas adicionais. Com a atualização do turbojato nas versões posteriores do Fitter C, ocorre uma otimização significativa na quantidade de armamentos, tamanho de tanques e raio operacional, melhorando em torno de 50% a eficiência.
A evolução do modelo foi constante ao passar dos anos, tanto devido a melhoria de equipamentos, tecnologia quanto pela experiência adquirida em campo. Assim, o Su-17 possuiu várias versões com características diferentes, do motor a aviônica e fuselagem.

## Variantes

### Su-17 (Fitter-B)
Produzido com base no Su-7BM (Fitter A), essa variante foi a primeira versão do Su-17, sendo testado em 1966 por Vladimir Ilyushin, entrando em produção entre 1967 e 1973. Possuía um novo sistema de aviônica, possibilitando uso de piloto automático, motor AL-7F-1 e sistema de mísseis de ataque ao solo Kh-23.

### Su-17M - Su-20 (Fitter-C)

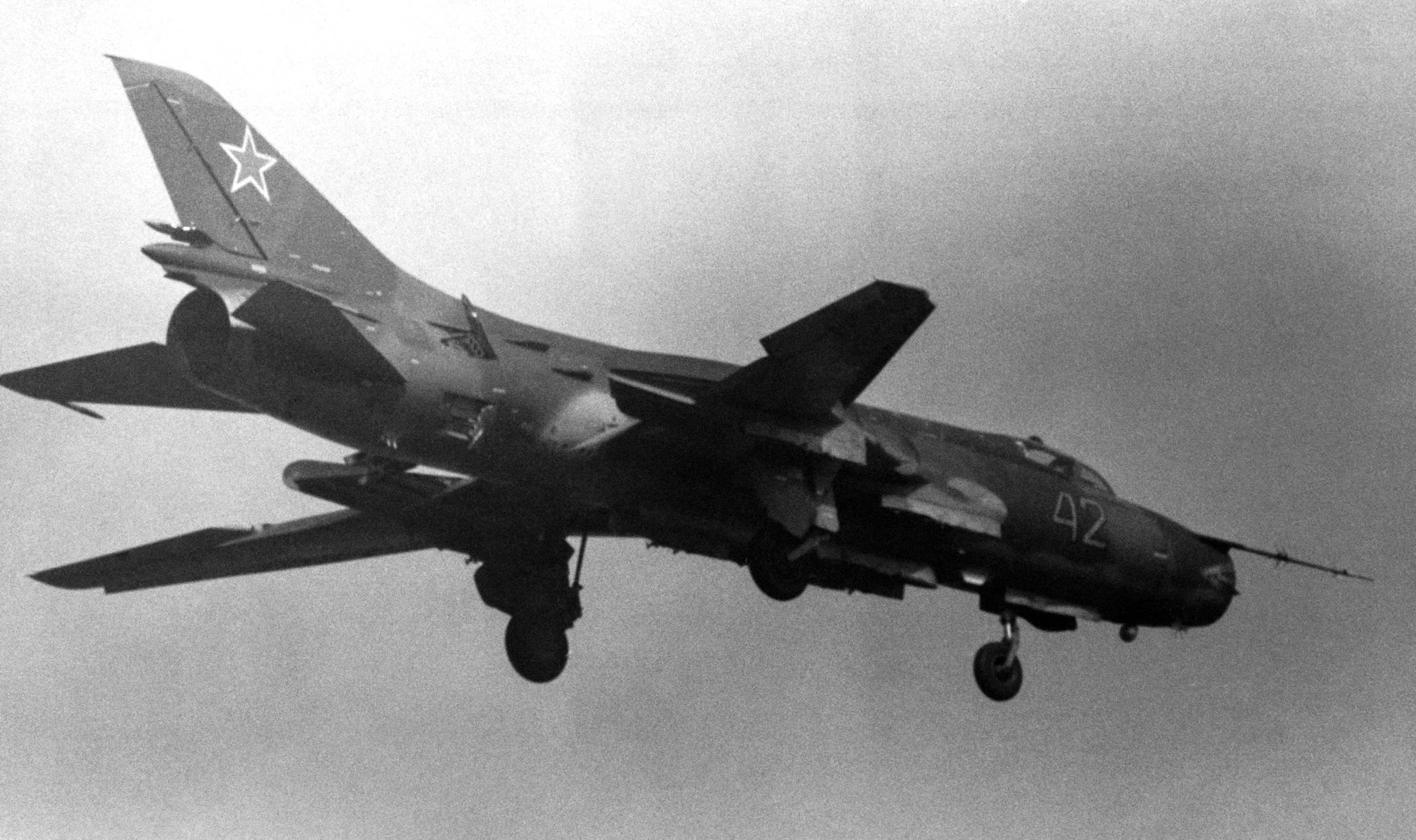
Su-17M pousando

Sendo produzido entre 1972 e 1975, no total de 253 unidades construídas, com motor AL-21F-3 para maior eficiência de consumo e menor tamanho, possibilitou modificações na fuselagem e aumento de raio de alcance de combate. Outro ponto foi o novo sistema de navegação mais moderno, APC, com rádios Spot-3 SIREN-10 de aviso e piloto automático Arábia 22-1, fatores que aumentaram a velocidade máxima e de subida. No sistema de armamentos, houve a introdução de novos sistemas de mísseis e bombas, Kh-25, Kh-29L, Kh-28 ar-radar e K-60 para ar-ar em pequenas distâncias bombas FAB; além de uso de tanques adicionais de combustível de 1150 litros. Ocorreu a atualização na possibilidade de uso de ângulo das asas com geometria variável, de 30º ou 63º para a possibilidade de uso na posição intermediária de 45º graus. Essa versão foi exportada para países sobre o nome Su-20, sobretudo para Síria, Iraque e Egito.

### Su-17M2 - Su-22 (Fitter-D)
Com o desenvolvimento do MiG-23B e MiG-27 ocorre a necessidade de melhorias de equipamentos já ultrapassados no Su-17, sobretudo os sistemas de aviônica e armamentos. A variante Su-17M2 foi produzida entre 1974 e 1977, buscando melhorar os pontos antes ressaltados. Teve a frente da aeronave aumentada para introduzir o sistema de ataque laser Fon-1400, ataque terrestre ADO-17 e PBK-3-17, comunicação Gyelta-NM e de navegação DISS-7 Doppler. No caso do design, houve mudança do motor para o tipo Tumansky/Khatchaturov R-29BS-300, mesmo que equipava o rival Mig-23, além de aumento de capacidade de combustível de 4590 para 4705 litros. A versão de exportação teve o nome de Su-22, sendo exportados ao Iraque, Líbia, Peru, Iêmen e Angola, no total de 268 unidades produzidas. Essa versão possuía opção de mísseis R-13 ar-ar e bombas H-23 a H-25L, H-29L e 25L-W.

### Su-17UM (Fitter-E)
Similar à essa versão Su-17UM, era a versão de treinamento com dois lugares, possuindo sistema de aviônica diferente, com maior fuselagem e alguns problemas de estabilidade comprovados. Teve o ângulo do nariz da aeronave modificado para melhor visão para treinamento. Possuí sistema de armas simples, HP-30.

### Su-17M3 (Fitter-H)

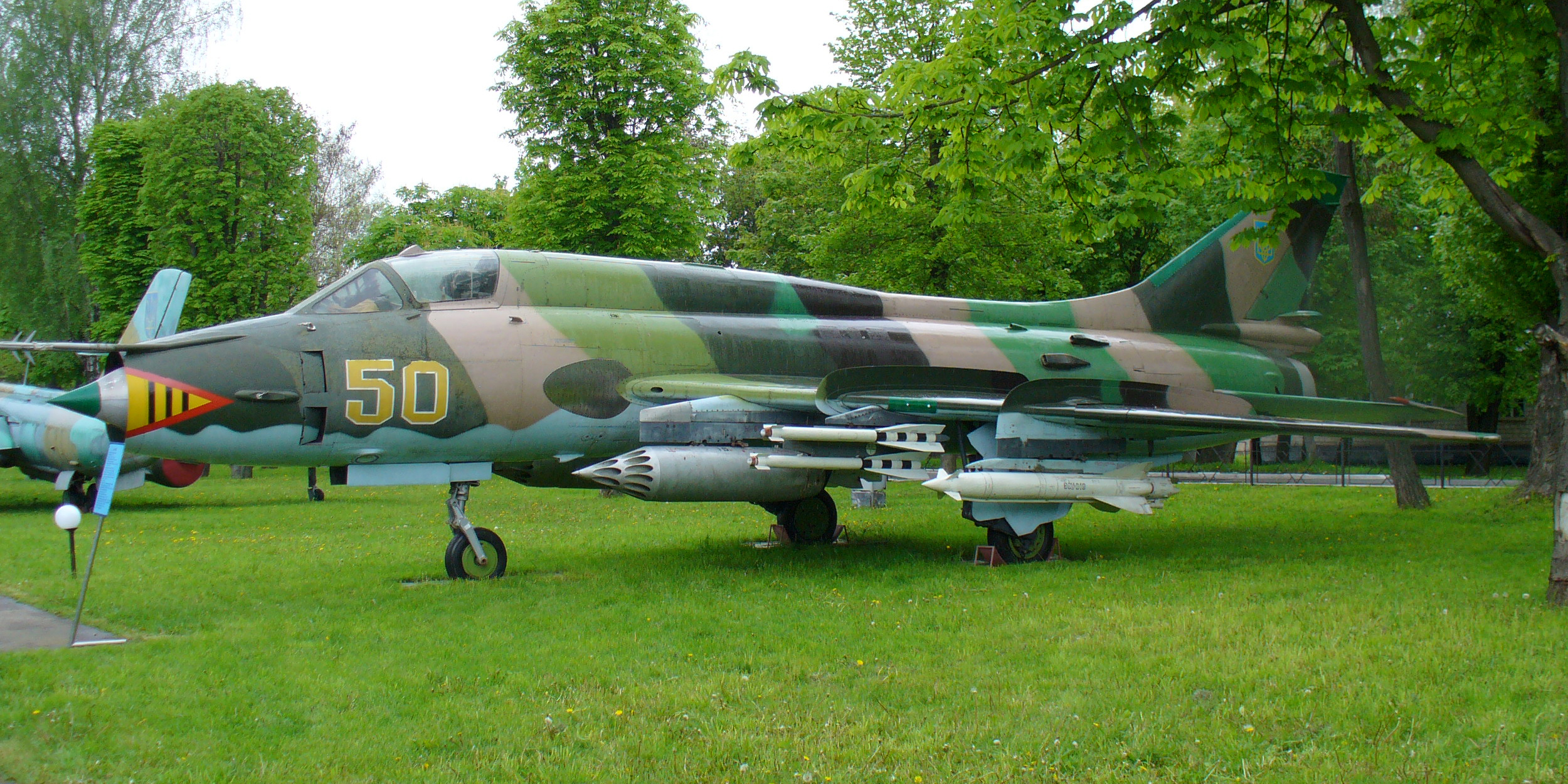
Su-17M3

O Su-17M3 (Fitter-H) teve sua introdução em 1976 possuindo novo sistema Klyon-P de alvo a laser e similaridades com o projeto de design do Su-17UM, mas no lugar do navegador, foram implantados sistemas eletrônicos e maior capacidade de combustível. Essa variante possuí sistema de detecção Vjuga 17, aviso de interceptação tipo Berjoza-L-15, sistema de disparo ASP-17B e possibilidade de usar mísseis ar-ar R-60. Essa versão foi produzida entre 1976 e 1984, foram construídas 488 unidades, sendo exportados para Líbia, Síria, Iraque, Peru, Iêmen, Vietnã, Afeganistão e Hungria.

### Su-17M4 (Fitter-K)

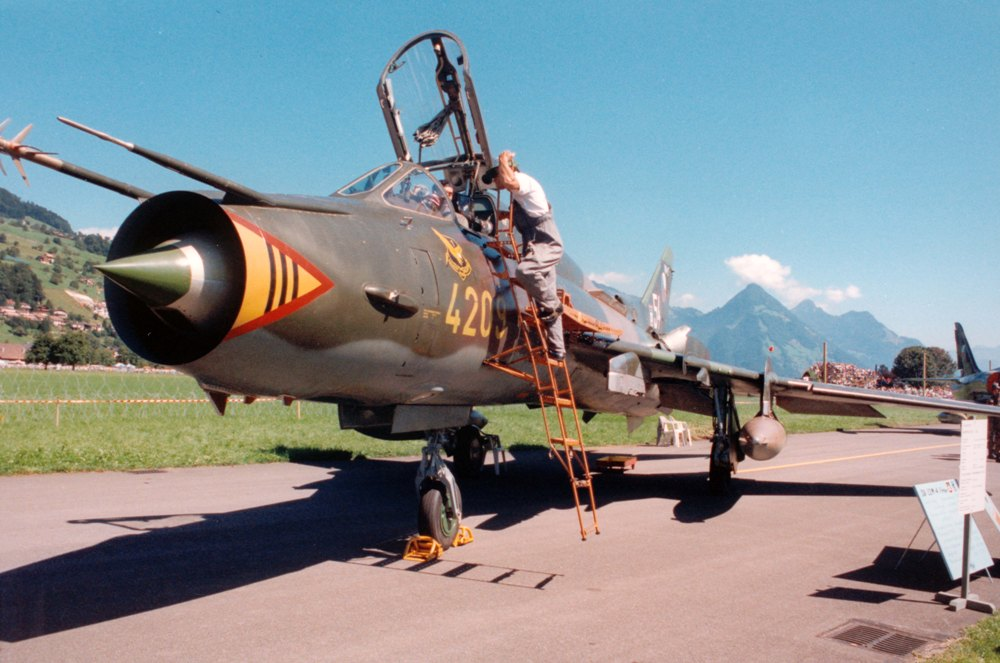
Su-17M4

A versão final foi o Su-17M4 (S-54, Fitter-K), com motor turbofan AL-31F, novo sistema de canhões TKB-687, ataque e navegação A&NS PrNK-54 e piloto automático 54-type Kljon, e uma extensão maciça de uso mísseis e possibilidades. Com os novos sistemas a radome foi remodelada, diminuindo a velocidade máxima da aeronave para Mach 1.7. Teve remodelamento da calda, com novas entradas de ar em baixa velocidade. Possui o sistema Orlan de laser/tv para mísseis guiados e assento ejetável K-36DM. Foram produzidos 231 unidades entre 1983 e 1990, e está ainda ativo na Força Aérea da Polônia.

## História Operacional

### Guerra do Yom Kippur (1973)
Su-17 foram usados pela Força Aérea Síria na Guerra do Yom Kippur, sendo vários abatidos pela Força Aérea Israelense.

### Guerra Civil Angolana (1975-2002)
Su-17 esteve presente na Guerra Civil Angolana, no qual foram enviados pela URSS 12 Su-20M entre 1982 e 1983 para apoiar o Movimento Popular de Libertação de Angola, MPLA. Desses foram perdidos 10 até uma nova leva de 14 Su-22M-4K e 2 Su-22UM-3K serem incorporados entre 1989 e 1990, além de mais 6 da Bielorrússia e 11 da Eslováquia em 1999-2001. Foram aviões bastante ativos no uso contra a UNITA (União Nacional para a Independência Total de Angola) durante grande período do conflito. Dois incidentes importantes ocorreram em 1987 e 1994, naquele um Su-20M número C510 foi abatido, e neste um Su-22 com base em Catumbela foi abatido por um sistema SAM disparado pela UNITA durante um ataque em Huambo.

### Guerra do Afeganistão (1979-1989)
O Su-17 foi altamente usado na Guerra do Afeganistão (1979-1989), sendo utilizado tanto pela URSS quanto pelo governo do Afeganistão contra os Mujahideen. Devido as difíceis condições do Afeganistão, altas temperaturas durante o dia, elevada altitude e quantidade de areia, demonstraram serem em fatores determinantes em falhas nos componentes eletrônicos dos aviões. Isso foi constante também para modelos Su-24 e Su-25, fatores que trouxeram futuras modificações na aviônica destes posteriormente. O motor AL-21F provou-se confiável para as condições apresentadas, porém problemas de manobrabilidade e falta de blindagem complacente com fogo antiaéreo provou ser um problema do Su-17. O uso de MANPADS, caso de 9K32 Strela-2, FIM-43 Redeye e FIM-92 Stinger, pelos Mujahideen demonstrou-se efetivo contra o Su-17, tornando o flare um dispositivo eficiente e necessário para proteção do avião. Mesmo com a superioridade aérea das forças soviéticas e uso de mecanismos de defesa, o Su-17 foi forçado a operar em entre 3 500-4 000 metros de distância sobre o solo para não ter problemas com o fogo antiaéreo, utilizando-se de bombas não guiadas enquanto os ataques precisos ficavam para os Su-25. No final da guerra o Su-17 foi substituto pelo Mikoyan MiG-27.
Foram abatidos 29 Su-17 no Afeganistão.

### Conflito entre Chade e Líbia (1978-1987)
Uso do Su-17 pela Líbia foi constante no Conflito entre Chade e Líbia. Um incidente importante ocorreu quando um Su-22MK foi abatido por um FIM-92 Stinger.

### Guerra Irã-Iraque (1980-1989)
Entre 1980 e 1989 o Iraque usou versões Su-20 e Su-22 juntamente com Su-7 na Guerra Irã-Iraque, como parte de táticas de apoio aéreo e ataque solo. Foram abatidos cerca de 21 Su-20/22 por F-14 Tomcat, mais 18 por F-4 Phantom II e 3 por Northrop F-5 pela Força Aérea do Irã em todo o conflito.

### Incidente no Golfo de Sidra (1981)

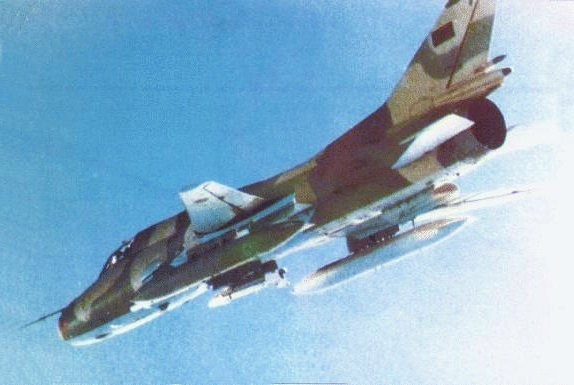
Su-22M da Líbia

Um evento importante foi o Incidente no Golfo de Sidra (1981), no qual dois Fitters for abatidos por F-14 Tomcats usando AIM-9 Sidewinder na costa da Líbia em 19 de Agosto de 1981.

### Guerra do Golfo (1990-1991)

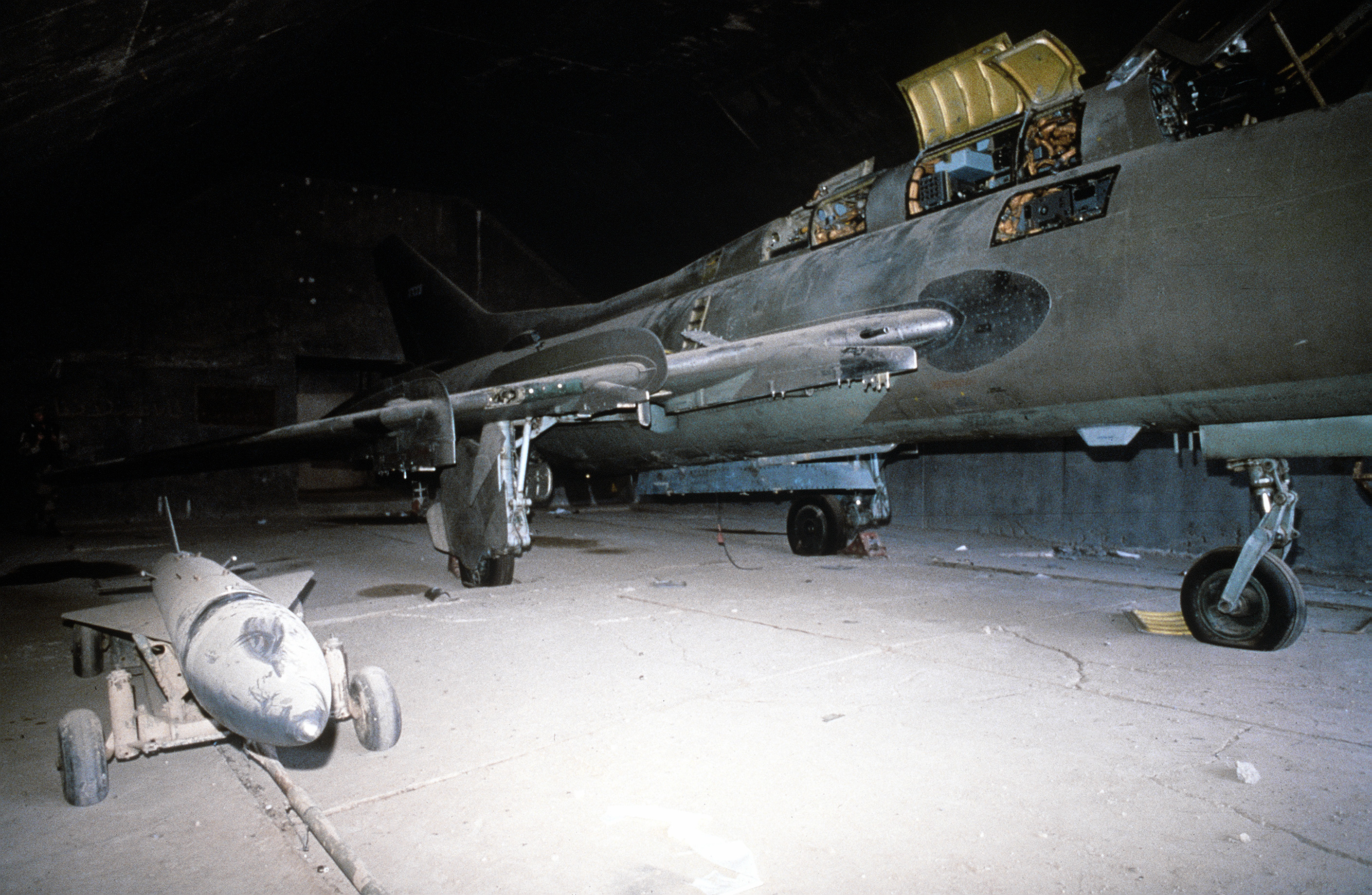
Su-22 Iraquiano danificado na Operação Tempestade no Deserto

Foram pouco usados na Guerra do Golfo, isso devido a superioridade aérea das forças da coalizão. Um incidente importante ocorreu quando dois Su-20/22 e um Su-7 foram abatidos por um F-15C dos Estados Unidos da América em um dos primeiros dias da campanha, quando a Força Aérea do Iraque tentava levar aeronaves ao Irã como local seguro. A maioria dos Su-17 foram destruídos em solo. Entre 20 e 22 de março, outros dois Su-20/22 foram abatidos por um F-15C na Operação Provide Comfort. Com a queda do regime de Saddam Hussein, a força aérea Iraquiana foi totalmente destruída ou sem capacidade de manutenção das aeronaves existentes, não havendo mais Su-17 e variantes no inventário.

### Primeira Guerra da Chechênia (1994-1996)
Seu uso continuou na Primeira Guerra da Chechênia (1994-1996), sobretudo como avião de ataque e reconhecimento junto aos Su-24 e Su-25. Em 1998 a Rússia o retirou de sua força aérea, aposentando-o oficialmente.

### Guerra de Cenepa (1995)

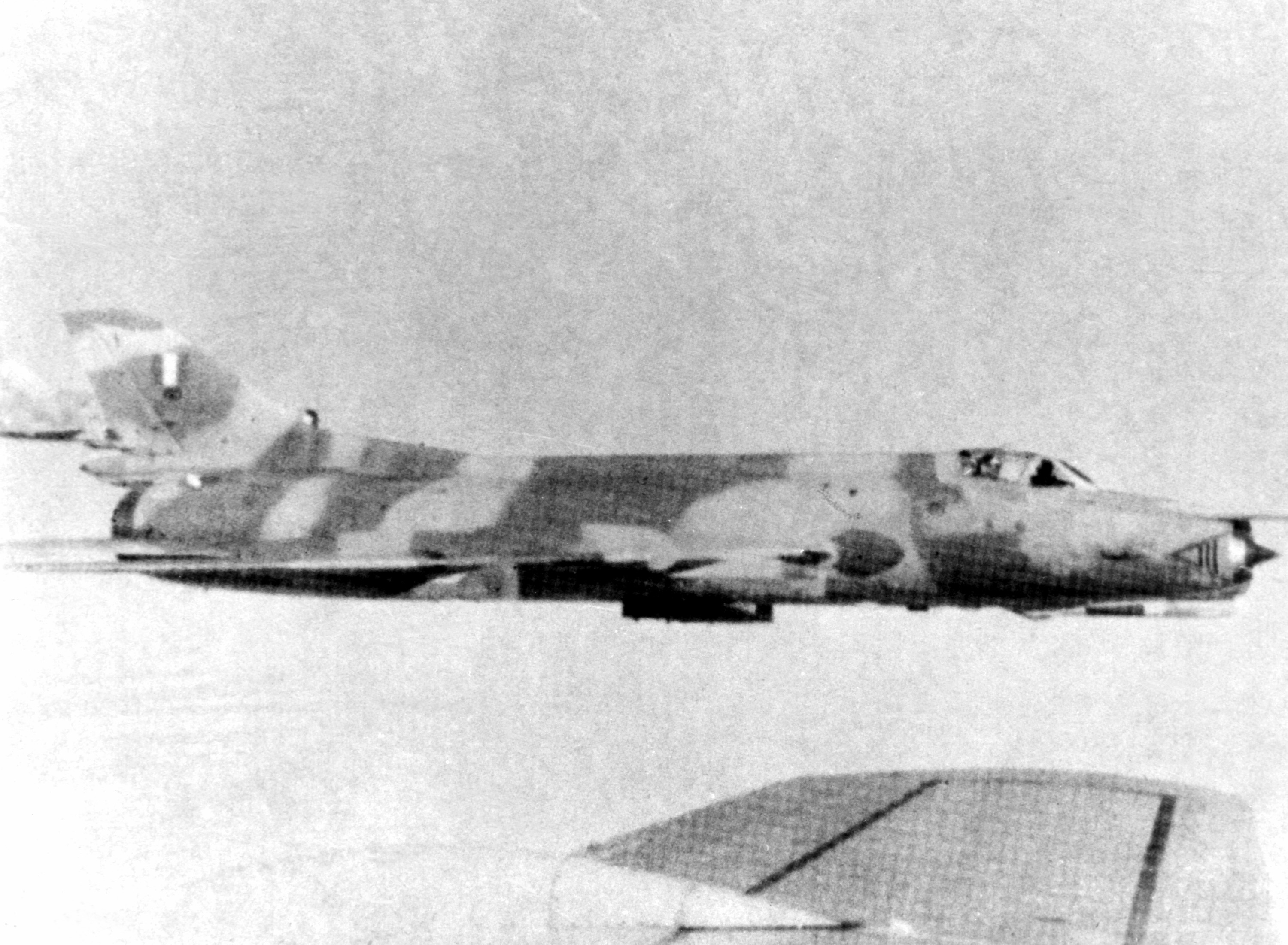
Su-22 Fitter Peruano

A Força Aérea Peruana utilizou na Guerra de Cenepa em 1995, na qual 2 Su-22 Peruanos foram perdidos. O Equador alega que foram abatidos por Dassault Mirage F1 da Força Aérea Equatoriana. Tal afirmação é negada pela Força Aérea Peruana, afirmando que um foi danificado devido a fogo antiaéreo da artilharia do Equador em uma missão de ataque ao solo em baixa altitude e outro foi por um problema de motor, causado um incêndio. Ao total os Su-22 fizeram 45 sorties na zona de combate.

### Operação Scorched Earth (2009-2010)
A Força Aérea do Iêmen usou Su-17 para atacar posições dos Houthis. Foram vários incidentes relacionados ao Su-17 e outras aeronaves do Iêmen durante a operação, sendo duas quedas por falha mecânica e um por uma batida no ar com outra aeronave. Posteriormente a operação, um Su-22 foi abatido por tribos contrárias ao governo de Ali Abdullah Saleh e dois caíram por motivos desconhecidos.

### Guerra Civil Síria (2011-presente)
Su-22 são usados na Guerra Civil Síria pela Força Aérea Síria. Um Su-22 foi abatido por Jihadistas dos grupos Jabhat Al-Nusra e Ahrar Al-Sham perto do vilarejo de Tal Al-‘Eiss no sul de Alepo em abril de 2016; há indicativos de uso de MANPADS.

## Operadores
Angola

Operadores militares do Su-17:
Operadores
Ex-operadores

Força Aérea Nacional de Angola opera 11 unidades de diferentes variantes em 2012.
 Iêmen

Foram comprados 25 unidades de Su-22 e Su-22M4 pelo Iêmen do Norte. Devido aos intensos conflitos relacionados a separação do Iêmen e a atual Guerra Civil, os números de aeronaves existentes e operacionais são inexistentes.
 Polónia

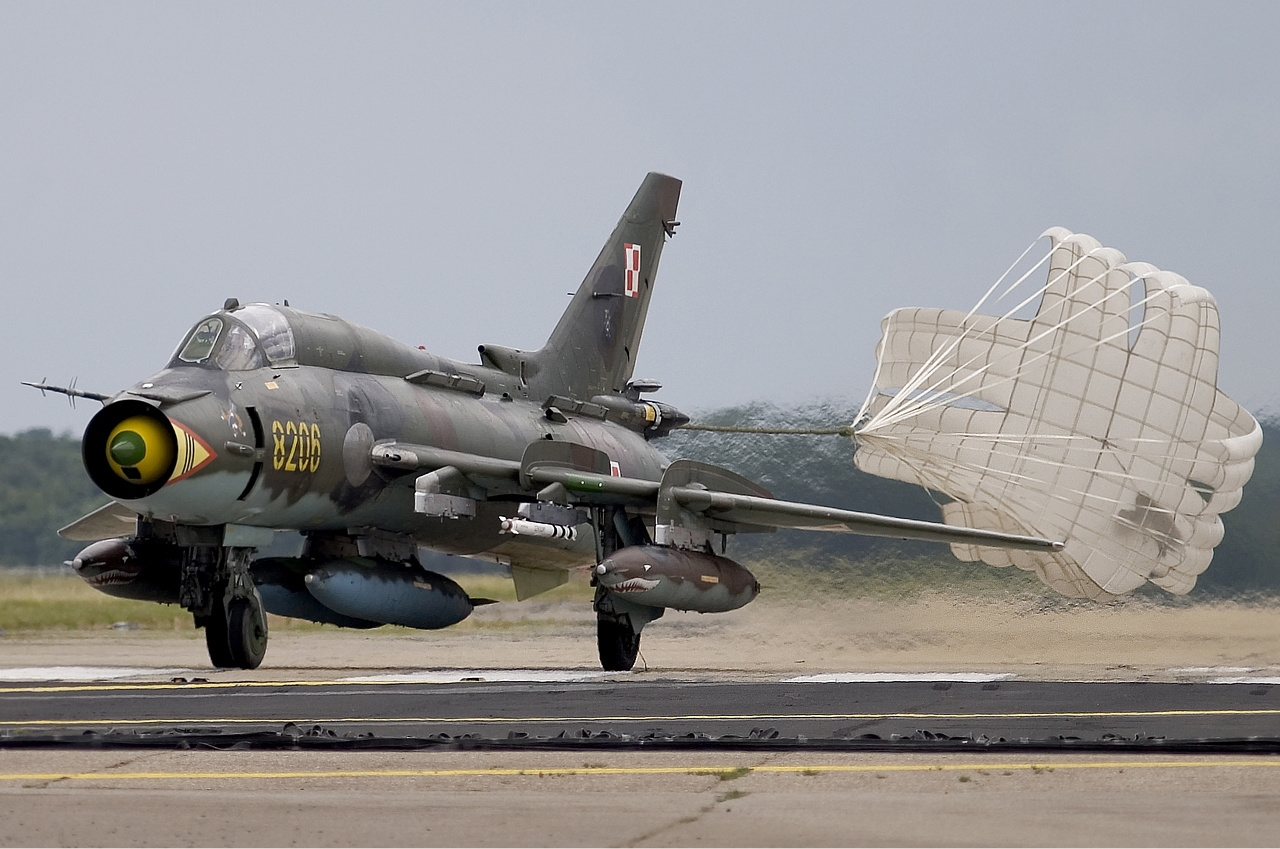
Su-22М4 da Força Aérea da Polônia

Estima-se que a Força Aérea da Polônia possui 6 Su-22M4K e 6 Su-22UM3K em estado operacional em 2014. A Polônia recebeu 27 Su-20 no ano de 1974, estando operacionais em Powidz, substituindo os já ultrapassados Ilyushin Il-28. Entre os anos de 1984 e 1988 foram entregues 90 das variantes Su-20, Su-22M4K e 22UM3K. Desde 2014, a Polônia está reformulando e atualizando 18 de seus Su-22 como projeto de melhoria de suas capacidades. O custo de atualização individual é estimado em 2,6 milhões de dólares por unidade, tendo em vista o serviço dessas aeronaves até 2024-2026.
 Síria
A Síria comprou 15 Su-20K na época da Guerra do Yom Kippur, sendo comprados mais 70 unidades das variantes Su-22M3 e Su-22M4 posteriormente devido a Guerra do Líbano de 1982. Com a Guerra Civil Síria, não existem possibilidades de conhecimento correto referentes a quantos Su-17 estão no inventário e operacionais.
 Vietname
Estima-se que a Força Aérea do Vietnã possua entre 45 e 150 de variantes Su-22M3, Su-22M4 e Su-22UM. Sendo 53 operacionais.

### Ex-operadores
Afeganistão
A República Democrática do Afeganistão possuía 60 unidades de Su–20M e Su–22M3K que foram implantadas pela URSS na década de 1980 na Guerra do Afeganistão (1979-1989), para substituir os Su-7 já obsoletos. Nenhum desses Su-20 e Su-22 sobreviveram ao Emirado Islâmico do Afeganistão.
 Alemanha Oriental

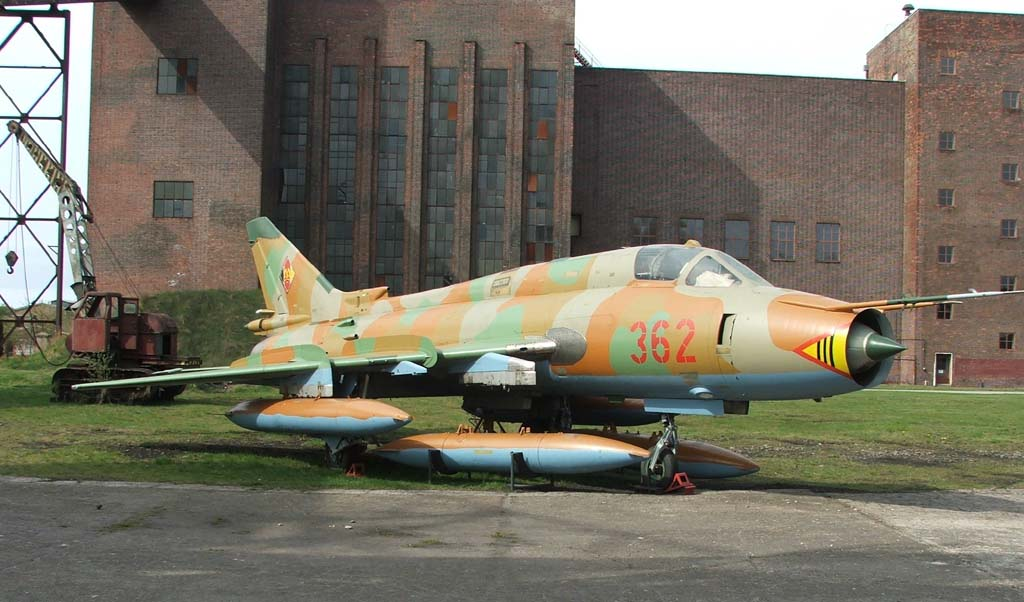
Fitter em Peenemünde na Alemanha

A Alemanha Oriental possuía cerca de 23 Su-22M4 e 4 Su-22UM3K em 1987. Com a unificação da Alemanha, a Deutsche Luftwaffe incorporou os Su-22 ao seu inventário, porém só foi usado para testes.
 Argélia
Possui 32 aeronaves, sendo todas fora de operação.
 Armênia
Admite-se que possuem um número significativo, porém inexato.
 Azerbaijão
Possuem 2 aeronaves.
 Bielorrússia
A Bielorrússia recebeu Su-17 com o desmantelamento da URSS, porém todos já foram retirados de serviço.
 Bulgária
Possuía 18 Su-22M4 e 3 Su-22UM3 em 1983, sendo adquiridos mais 6 Su-22M4 em 1988. Foram colocados no aeroporto de Dobrich, sendo regimentos de reconhecimento e bombardeio. Em 1999 foram realocados para Bezmer para retirada de operação. A maioria das aeronaves foram retiradas em 2002, sobrando poucas ainda ativas em 2004. Atualmente todas foram retiradas de operação pela Força Aérea Búlgara.
 Egito
Em 1972 o Egito possuía 8 Su-20, estando presentes na Guerra do Yom Kippur. Com o passar do tempo os Su-20 foram sendo retirados e vendidos, caso de 2 para o EUA e mais 2 para a Alemanha Ocidental para serem testados.
 Eslováquia
A Força Aérea da Eslováquia herdou 21 aeronaves com a divisão da Tchecoslováquia em 1993, sendo 18 Su-22M4 e 3 Su-22UM3K. Foram vendidos 10 Su-22M4 e 1 Su-22UM3K para Angola entre 1999 e 2000, sendo os restantes guardados, colocados em museus ou usados para treinamento.
 Hungria

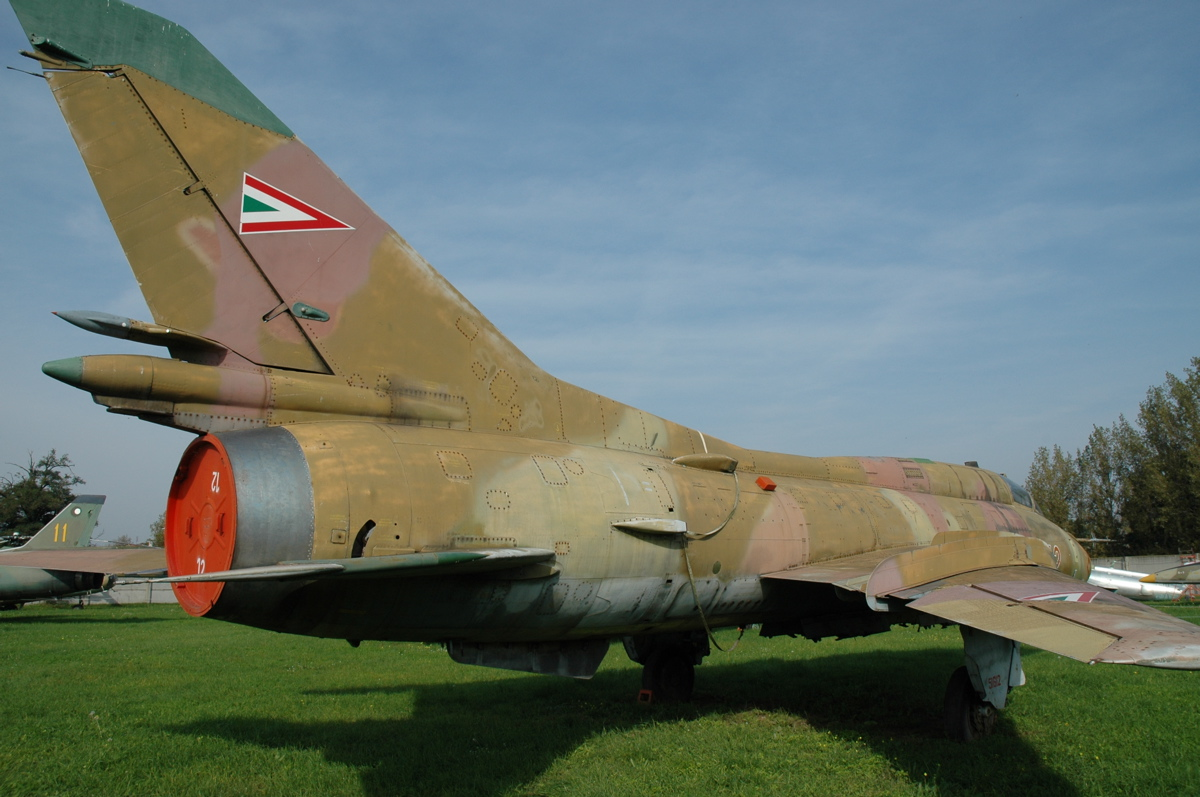
Su-22M3 exposto no Museu Aeronáutico de Szolnok na Hungria

A Força Aérea Húngara mantinha 12 Su-22M3 e 3 Su-22UM3 no ano de 1983. Duas aeronaves de um tripulante e uma de treinamento caíram em incidentes. Com a reformulação da Força Aérea Hungara, todos os Su-22 forma retirados de serviço em 1997.
 Irão
A Força Aérea do Irã recebeu em torno de 22 Su-20 e 22 do Iraque em 1991. Eles ficaram não operacionais por muitos anos, apenas em 2013 entrando em um programa de reformas.
 Iraque
A Força Aérea Iraquiana possuía em torno de 160 Su-20, Su-20M, Su-22M3 e Su-22M4 comprados para a Guerra Irã Iraque. Pelo menos metade foram destruídos ao proceder do conflito. Com a Guerra do Golfo, 24 fugiram para o Irã na tentativa de achar um local seguro, sendo dois abatidos por mísseis AIM-7 Sparrow disparados por F-15C dos EUA. Ao proceder da Guerra do Iraque, todos os Su-20 e Su-22 Iraquianos que restavam foram destruídos, deixando a Força Aérea Iraquiana sem qualquer aeronave em seu inventário.
 Líbia

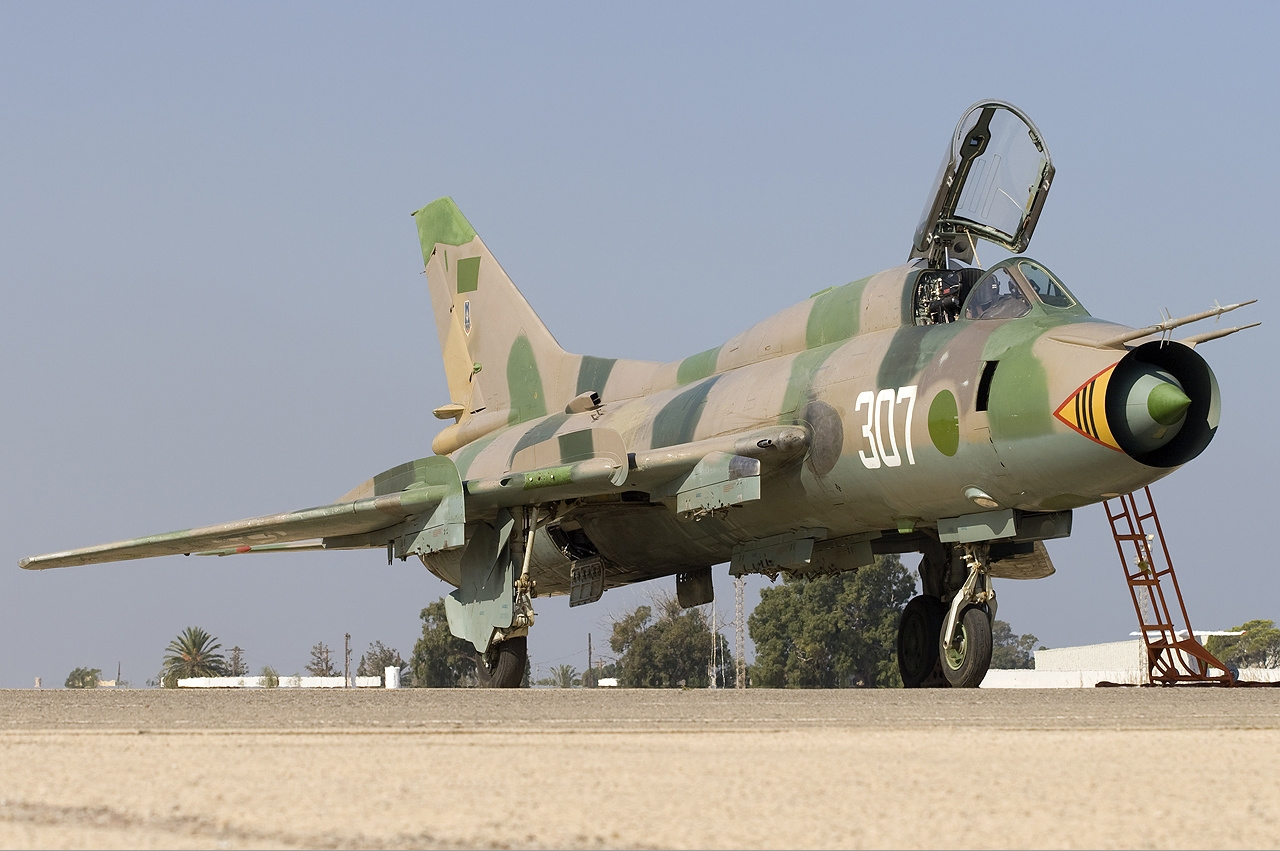
Su-22M3 da Líbia

A Força Aérea da Líbia operava pelo menos 40 Su-22, sendo variantes Su-22M3 e Su-22UM3K, no ano de 2011 quando começou a Guerra Civil Líbia (2011).
 Peru

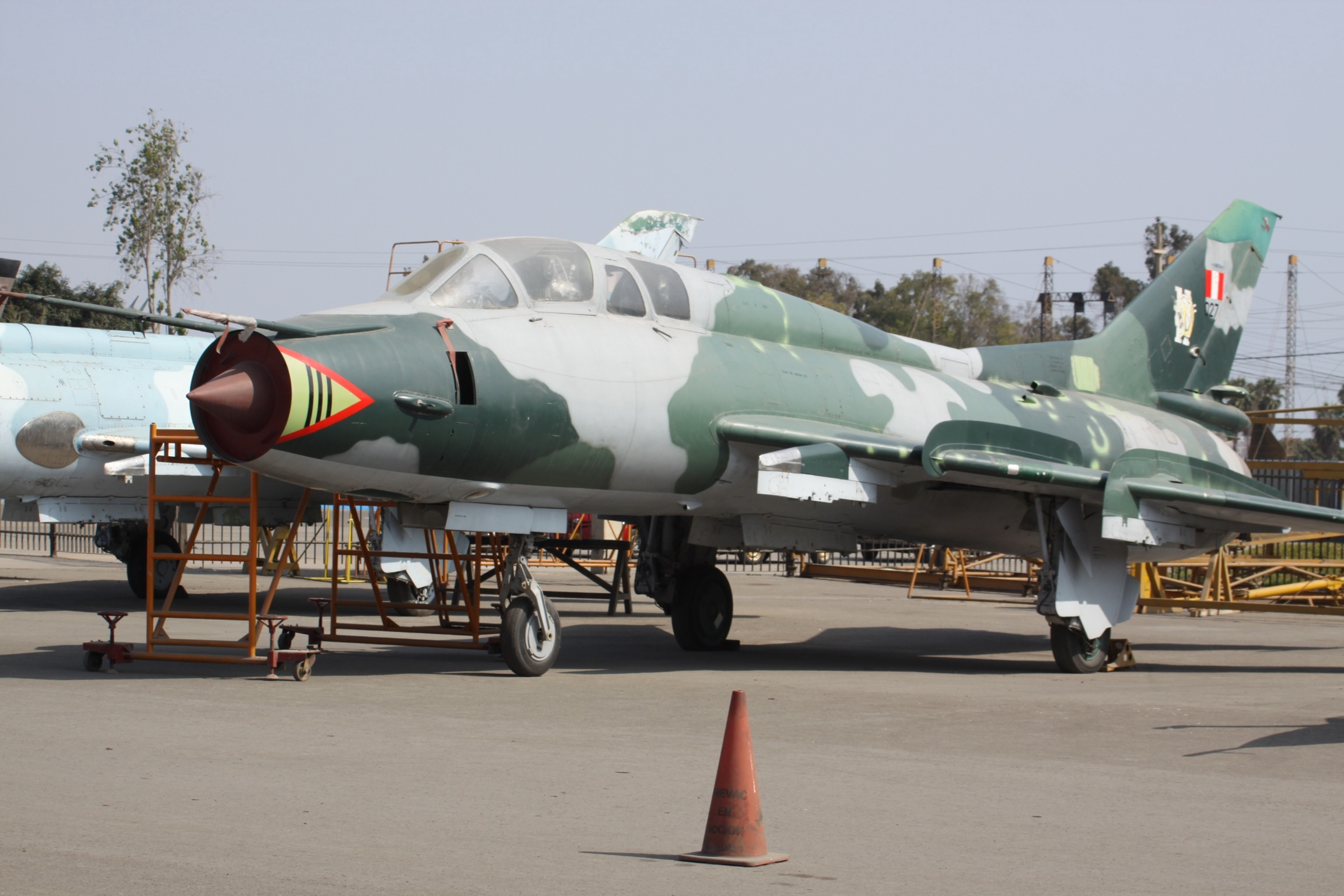
Su-22 da Força Aérea Peruana

O Peru foi o único país da América Latina a possuir exemplares de Su-22MK e Su-22UM3K em seu inventário, contabilizando 30 aeronaves. Estavam no quadragésimo décimo primeiro esquadrão de bombardeio da Força Aérea Peruana na base Militar de La Joya. Utilizavam mísseis R-3SZ e R-13 para combate aéreo e possuíam adaptações de equipamento, como a tentativa de fazer um sistema de reabastecimento aéreo e outros tipo de sistemas de aviônica. Todos os Su-22 do Peru foram retirados do inventário.
 Chéquia
Com a divisão da Tchecoslováquia, a República Tcheca recebeu 31 Su-22M4 e 5 Su-22UM3K. Todas as aeronaves foram retiradas de operação em 2002.
 Rússia

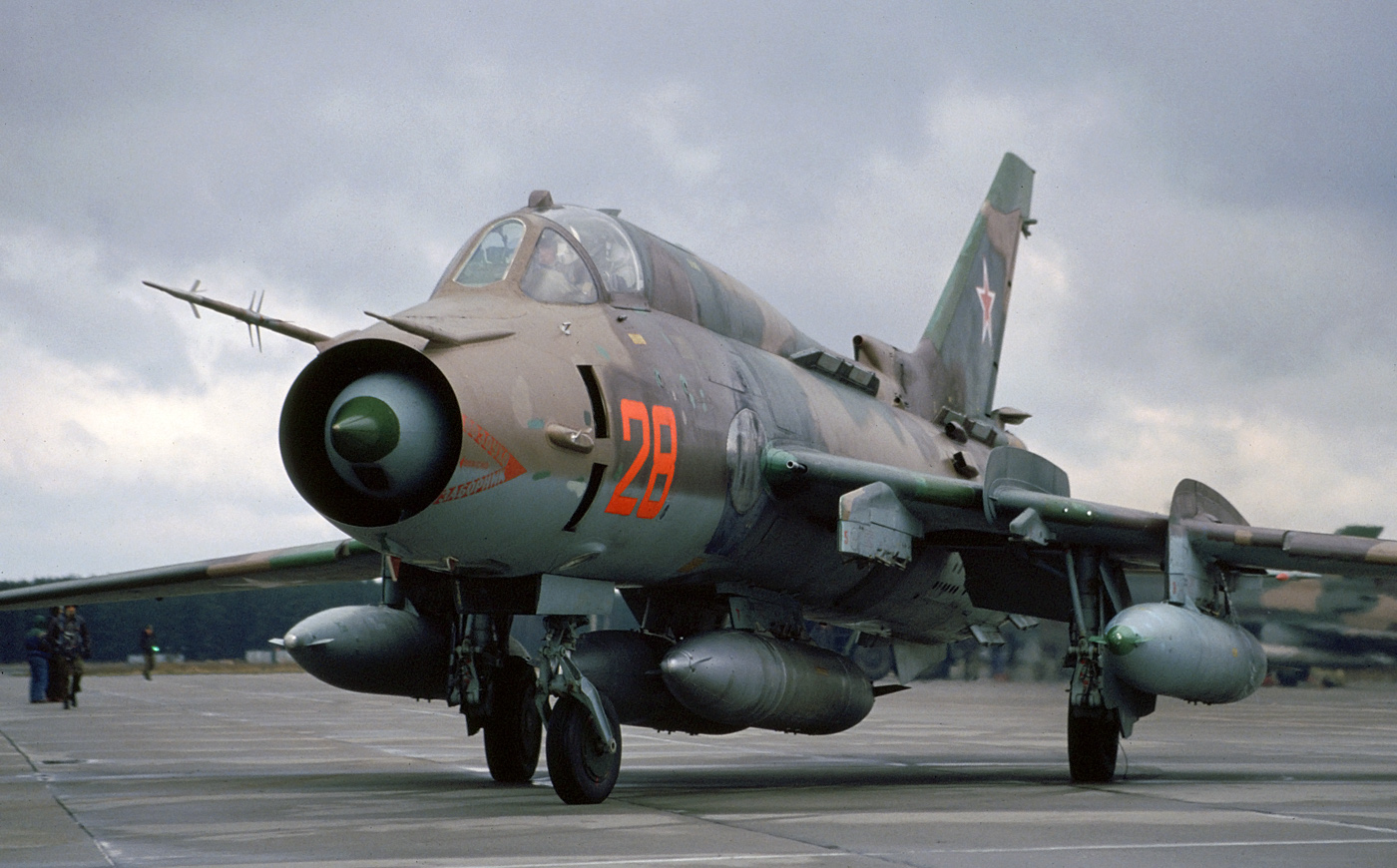
Su-17 da Força Aérea Russa

Todos os exemplares de Su-17 e variantes da Força Aérea Russa foram retirados de operação no ano de 1998, sendo oficialmente aposentado.
 Turquemenistão
Um número desconhecido de Su-17 estão no inventário da Força Aérea do Turquemenistão, porém nunca ficaram ativos.
 Ucrânia
A Força Aérea da Ucrânia possuía 30 Su-17 em seu inventário em 1992, tendo recebidos durante a existência da URSS. As aeronaves foram retiradas de operação com o tempo, restando apenas uma unidade em operação para treinamentos em Zaporizhzhya.
 Uzbequistão
Um número desconhecido de aeronaves estavam no inventário do Exército do Urberquistão, estando todos guardados em Chirchiq.

## Especificações (Su-17M4)

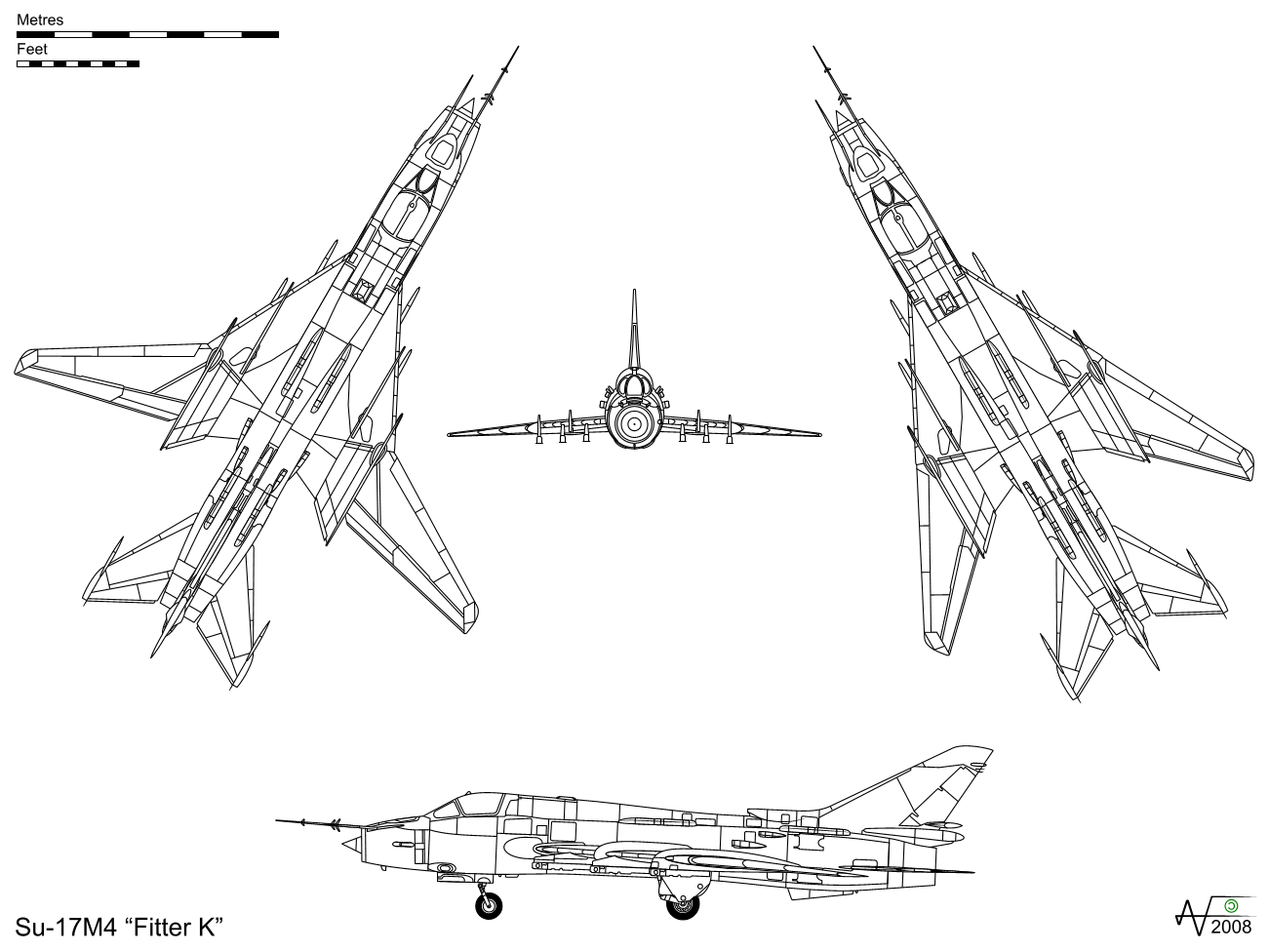
Desenho de linha do Sukhoi Su-17M4

Informações retiradas de Sukhoi, Wilson

### Características Gerais
- Tripulação: 1 (piloto)
- Comprimento: 19,02 m (62 ft 5 in)
- Envergadura: 9,34 m (30 ft 7 in)
  - Aberta: 13,68 m (44 ft 11 in)
  - Fechada: 10,02 m (32 ft 10 in)
- Altura: 5,12 m (16 ft 10 in)
- Área alar: 36,6 m² (394 ft²)
  - Aberta: 38,5 m2 (414 sq ft)
  - Fechada: 34,5 m² (370 ft²)
- Peso vazio: 12 160 kg (12,2t) (26 810 lb)
- Peso c/ carga máx.: 16 400 kg (16,5t) (36 155 lb)
- Motor: 1 turbojato Lyulka AL-21F-3 pós-combustão

### Performance
- Velocidade máxima:
  - Nível do Mar: 1 400 km/h (755 knots, 870 mph)
  - Altitude: 1 860 km/h (1 005 knots, 1 156 mph, Mach 1,7)
- Velocidade de cruzeiro: 770 km/h.
- Raio de ação: 1 150 km (620 nmi, 715 mi) com 2 000 kg (4 400 lb) de carga.
- Alcance de travessia: 2 300 km (1 240 nmi, 1,430 mi)
- Teto de serviço: 14 200 m (46 590 ft)
- Taxa de subida: 230 m/s (45 275 ft/min)

### Armamentos
- 2 canhões 30 mm Nudelman-Rikhter NR-30, 80 projeteis.
- Dois pilones aeronáuticos sobre as asas para mísseis R-60 (AA-8 'Aphid') ou mísseis ar-ar K-13 (AA-2 'Atoll') para autodefesa.
- Capacidade de 4 000 kg (8 800 lb) e total de dez pilones aeronáuticos na aeronave, para bombas não guiadas, foguetes, bombas de fragmentação, cahões SPPU-22-01, ECM, napalm e armas nucleares. Compatível com mísseis guiados Kh-23 (AS-7 'Kerry'), Kh-25 (AS-10 'Karen'), Kh-29 (AS-14 'Kedge'), e Kh-58 (AS-11 'Kilter') além de bombas a laser e eletro-ópticas.